# 선콜럼버스 시대
선콜럼버스 시대(Pre-Columbian era)는 아메리카의 역사와 이전의 역사 속에서 유럽 백인의 영향이 적지 않게 나타나는 이전 시대 모두를 구분없이 가리키는 말이다. 즉 후기 구석기 시대에 인류가 아프리카 대륙에 건너온 시대부터 근세에 유럽인들이 식민지 경쟁을 벌이게 되는 시대까지를 말한다.
선콜럼버스 시대라는 말은 글자 그대로 크리스토퍼 콜럼버스가 1492년에서 1504년의 항해를 한 이전의 시대를 가리키는 것이다. 비록 콜럼버스의 첫 상륙 이후 수십년에서, 수백년에 걸쳐 일어나긴 했지만, 사실상 유럽인들에 의해 정복을 당하거나, 또는 상당한 영향을 받기 전까지 미국 인디언의 고유 문화의 역사 전체를 가리키는 것이다. 이러한 이유로 하여, 선주 아메리카(Precontact Americas), 식민지 이전의 아메리카(Pre-Colonial Americas) 또는 선사시대 아메리카(Prehistoric Americas)와 같은 대체 용어가 사용이 되기도 하는 것이다. 히스패닉 아메리카 지역에서는 보통 선 히스패닉 기(Pre-Hispanic)라는 용어를 사용한다.
많은 식민지 이전의 문명들이 영구 거주민, 도시, 농경, 도시 기념 건축물, 주요한 토기와 복합 사회 계층을 포함한 특징들로 구분되고 있다. 이러한 문명들 중 일부는 15세기 후반에서 16세기 초에 걸친 유럽인과 아프리카 흑인들이 도착한 후 오랫동안 맞서 싸워왔으며, 오직 고고학적 조사를 통해서만 밝혀지고 있다. 또 다른 것들은 식민지 시기와 공존하거나, 또는 그 시기의 역사적 기록으로 설명된다. 왜냐하면 디에고 데 란다와 같은 사람처럼, 당시의 많은 기독교계 유럽인들이 그러한 문서를 이단으로 보고, 원 역사를 보존하려 했음에도 불구하고 장작더미에 문서를 소각했기 때문이다. 오직 소수의 문서만이 원어로 살아남았거나, 또는 스페인어로 구술되어 옮겨져 고대 문화와 지식에 대해 현대 역사학자들에게 일면을 엿보게 해준다.
토종 미국인들은 콜럼버스 이전 시대 이후에 진화를 계속하고 있다. 이러한 사람들 중 다수 또는 그들의 후손은 전통적 의식을 지속하고 있으며, 진화와 새로운 문화 관습과 기술에 대한 적응을 하며 그들의 삶을 살아가고 있다.

## 역사

### 아시아인의 이주

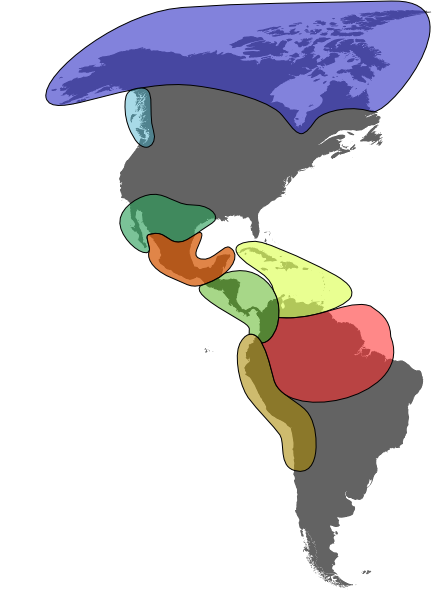
콜럼버스 이전 아메리카 대륙의 주요 문화 지역:
북극
북서
아드리도아메리카
메소아메리카
콜럼스버 근처
카리브
아마존
안데스

고대 아시아의 수렵 채집을 하는 유목민이 베링 육교(베린지아)를 통해 현재의 베링 해협과 북미 북서부 해안을 타고 미국 대륙에 들어온 것으로 생각되고 있다. 미국 인디언의 모계에서 상속된 미토콘드리아 DNA (mtDNA)에서 찾아낸 유전학적인 증거에 의해 아시아에서 다양한 유전자를 가진 사람들이 이주해 왔다는 학설을 뒷받침하고 있다. 그러나 이것은 단일 민족의 이주라는 생각을 배제하는 것은 아니다.
수천 년 동안, ‘고대 인디언’(Paleo-Indian)은 북아메리카와 남아메리카 전체로 확산되어 갔다. 아메리카에 정확하게 언제 처음 사람들이 이주해 왔는지에 대해서는 많은 논쟁의 대상이 되고 있다. 가장 초기에 식별할 수 있는 문화 중 하나는 클로비스 문화이며, 약 13,000년 전의 것으로 추정하고 있다. 그러나 2만 년 전까지 거슬러 올라갈 수 있는 유적의 존재가 주장되고 있다. 유전자 연구를 통해 아메리카 이주는 약 4만 년에서 13,000년 전 사이에 일어난 것으로 추정하고 있다.
인류의 이동 순서에 대해서는 현재 두 가지 일반적인 방법으로 나누어져 있다. 하나는 ‘단기 이동설’이며, 알래스카를 통해 신세계로의 첫 움직임은 14,000년에서 17,000년 전에 일어난 것이며, 그 후에 이주의 물결이 이어졌다는 것이다. 두 번째 학설은 ‘장기 이동설’이며, 첫 번째 인류 집단이 서반구에 들어간 것은 더 이전 시대, 어쩌면 5만 년에서 4만 년 전 또는 그 이전이라고 하는 것이다.
북아메리카에서도, 남아메리카에서도 방사성 탄소 연대 측정에 의해 14,000년 전의 인공물이 발견되고 있다. 인류는 이 시기까지 남아메리카의 남단인 혼곶까지 도달했다고 생각되고 있다. 학자의 대부분은 에스키모 같은 민족이 더 이후의 시대, 어쩌면 기원 후 천년 동안 시베리아에서 얼음을 건너 알래스카로 이동하여 왔다는 것에 합의하고 있다.

### 북아메리카
인류의 이동이 여러 번 반복한 후 첫 번째 고도의 문명이 발흥한 것은 수천 년 후인 가장 초기의 것으로 기원전 5000년 경이다. 아메리카의 주민의 대부분은 수렵 채집민(hunter-gatherers)이었다. 선진 문명이 나타난 후에도 18세기까지 수렵과 채집이 대륙의 대부분의 지역에 성행하고 있었다. 많은 선사 문화는 고대 인디언기 전기, 고대 인디언기 후기, 전기 우드랜드 문화, 중기 우드랜드 문화, 후기 우드랜드 문화 등으로 분류되어 있다.
초기의 고대 인디언은 곧 아메리카 전체에 퍼져갔으며, 수백의 문화적 특징이 있는 국가나 부족으로 나뉘어 갔다. 북아메리카 대륙에서 고대 인디언이 적응한 방법은 확장된 가족 약 20명 ~ 50명으로 구성된 작고, 고도로 움직일 수 있는 무리라는 특징이 있다. 이 집단은 원하는 자원을 다 소비하면, 새로운 자원이 있는 곳으로 계속해서 주거지를 바꾸었다. 고대 인디언은 효율적인 사냥꾼이었며, 다양한 도구를 휴대했다. 사냥에 이용하는 효율적인 도구 외에 그다지 특징적인 것은 없지만 도살과 가죽을 벗기는 일에 사용된 도구도 있었다. 고대 인디언기 대부분은 주로 현재는 멸종된 마스토돈 같은 거대 동물과 버팔로(아메리카 들소)를 사냥하면서 생활하고 있었다고 추측된다.
북아메리카의 기후는 기원전 8000년 정도가 되어서야 오늘날의 안정적인 기후에 매우 가까운 상태가 되었다. 그래서 넓은 범위의 사람들의 이주와 농경이 진행되었고, 그 결과 대륙 전체 인구가 급격히 증가했다. 수천 년 동안 인디언 민족은 많은 식물 종을 재배하고, 사육하고, 경작했다. 이 품종은 현재 세계에서 경작되는 곡물의 50%~60%에 해당한다.
기후, 생태, 식물, 동물군과 지형의 광대함과 다양 때문에 고대 사람들의 문화나 언어의 분화가 진행되었다. 언어는 사회생활의 양식과 영적인 관행에 영향을 주어 언어 내에 있는 민족의 정체성이 일부 형성되었다.
아메리카 인디언 민족에게 전해지는 구전 신화에는 모두 과거에 세계가 물에 덮였으며, 거기에서 융기한 대륙(거북이 섬)에 나타난 것이 인디언 민족이며, 그들이 인류의 시조라 전한다.
북동부 유럽에서 백인이 침입해 왔을 때, 많은 인디언들은 수렵 채집민으로 카누를 사용하여, 숲에서 위그웜으로 이동했다. 또한 정착형 농경 문명을 가진 부족도 있었다. 많은 유럽 문명에 대응하여 새로운 부족과 연방을 형성했다. 잘 알려진 부족으로, 북동부 와이언도트족(휴런족), 알래스카 하이다족, 남서부의 아파치족, 동부 체로키족, 북서부 수족, 북동부 델라웨어족(레나페족), 동부 촉토족, 모히칸족, 이로쿼이 연방(모호크족, 오네이다족, 세네카족, 카유가족, 오논다가족과 이후에는 타스카로라족 포함)과 알래스카의 에스키모, 캐나다 이누이트족이 있었다. 남방의 메소아메리카 문명만큼 실질적으로 진행된 것은 없었지만, 현재 미국의 범위는 광범위한 선콜럼버스기 정착형 사회가 있었다. 이로쿼이 연방 즉 ‘긴 집 사람들’은 정치적으로 진행되고 있어 특징적인 사회 구조가 있었기 때문에, 직접적이지는 않았더라도 이후 미국 민주주의 발전에 적지 않은 영향을 미쳤고, 유럽에서 온 강한 군주제와는 다른 것이었다. 그들의 문화는 모두 모계 사회이며, 합의제를 기본으로 하고 있다. 이것은 현재도 변함없다.

### 우드랜드 기

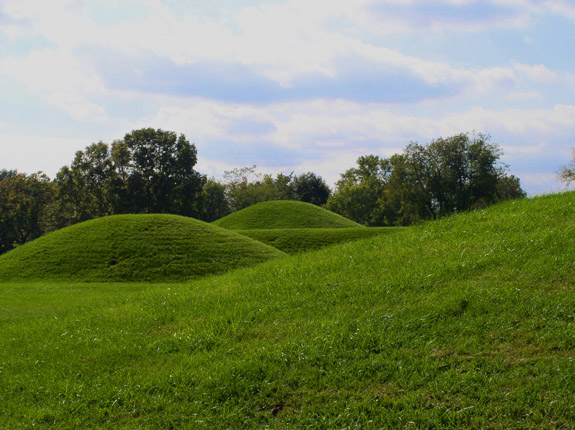
오하이오주 마운드 시티 그룹의 호프 웰 마운드

북아메리카의 선콜럼버스기 우드랜드 문화의 시기는 북아메리카 동부에서 기원전 1000년부터 기원후 1000년의 기간에 해당한다. ‘우드랜드’라는 말은 1930년대부터 이용되어, 고기와 미시시피 문화 사이의 선사 시대 유적을 가리키고 있다. 이 기간 아데나 문화와 그것에 이어진 호프웰 문화에서는 거대한 구조물을 건설했고, 대륙에 교역과 무역 망을 구축해 냈다. 이 기간은 단기간에 큰 변화가 없었던 발전 단계로 간주하지만, 석기, 골기, 가죽 세공, 직물, 도구 제조, 농공과 주거 건축에 지속적인 발전이 있었다. 우드랜드 문화기의 일부 사람들은 창과 아틀라틀(투창기)을 계속 사용하고 있었지만, 우드랜드 문화 말기에는 활과 화살로 대체되었다.

### 미시시피 문화

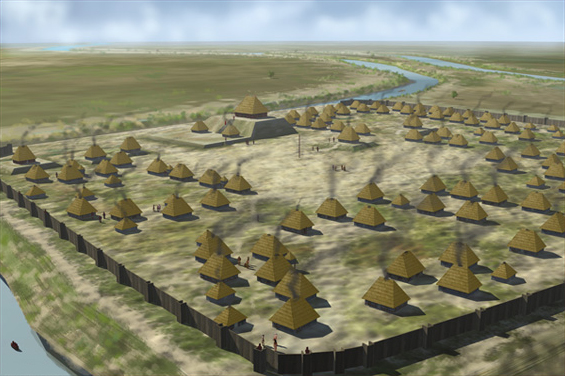
아칸소주 파킨 유적(미시시피 문화), 1539년경 삽화, 헤부로우 그림

미시시피 문화는 북아메리카 남동부와 중서부의 대서양 연안에서 대평원의 변두리까지, 멕시코만에서 중서부의 북단까지 뻗어있었다. 특히 집중되어 있었던 곳이 미시시피강 연안이었다. 이 문화의 특징적인 양상 중 하나는 큰 토성 마운드의 건설이었으며, 이전 문화의 마운드 구조의 전통을 계승한 것이었다. 그들은 옥수수 등의 작물을 광범위하게 재배하였고, 광범위한 교역망에 참여하였으며, 복잡하고 다층화된 사회를 형성했다. 미시시피 문화는 우드랜드 기 농업이 아직 발전하지 않고, 중앙 집권도 진행하지 않았던 문화를 계승하고 발전시켜 1000년경에 최초의 것이 탄생했다. 이 문화에서 가장 큰 유적지 위치는 현재 일리노이주 이스트 세인트루이스에 가까운 카호키아이며, 인구는 2만 명 이상에 이르렀다고 추정된다. 12세기에서 13세기에 걸친 가장 절정기에 카호키아는 북아메리카에서 가장 인구가 많은 도시였다.
이 시기 메소아메리카와 남아메리카에서 아득하게 큰 도시가 건설되고 있었다. 카호키아의 제사 의식의 중심적 존재였던 몬크 마운드는 전사 시대의 신세계에 최대 토성 구조물로 남아있다. 이 문화는 1200년에서 1400년경에 그 전성기를 맞았으며, 많은 곳에서 유럽 백인이 오기 전에 이미 쇠퇴가 시작되었다고 추정된다. 미시시피 문화의 많은 부족이 1540년대 에르난도 데 소토의 원정대를 만났으며, 양쪽 모두 비참한 결과로 끝났다. 메소아메리카에서 비교적 적은 군대로 광대한 제국을 정복한 스페인 원정대와 달리 에르난도 데 소토의 원정대는 그곳에 인디언 부족을 닥치는 대로 학살한 결과, 4년간 남동부를 떠돌아 다니다가 초라한 모습으로 많은 대원과 장비를 잃었다. 데 소토는 결국 남부에서 급사를 하였으며, 원래 출발했던 원정대의 일부만이 멕시코에 도착했다. 그곳에 살고 있던 사람들은 더 심한 공포에 시달렸다. 데 소토의 원정대에 의해 초래된 사회적 혼란과 질병으로 인디언 사회는 큰 타격을 받았다. 그로부터 100년 후 유럽 백인이 다시 올 때까지, 병원균 때문에 미시시피 문화를 일구던 부족의 거의 모든 것이 소멸했고, 그 광대한 영토에는 사람이 거의 살지 못했다.

## 메소아메리카

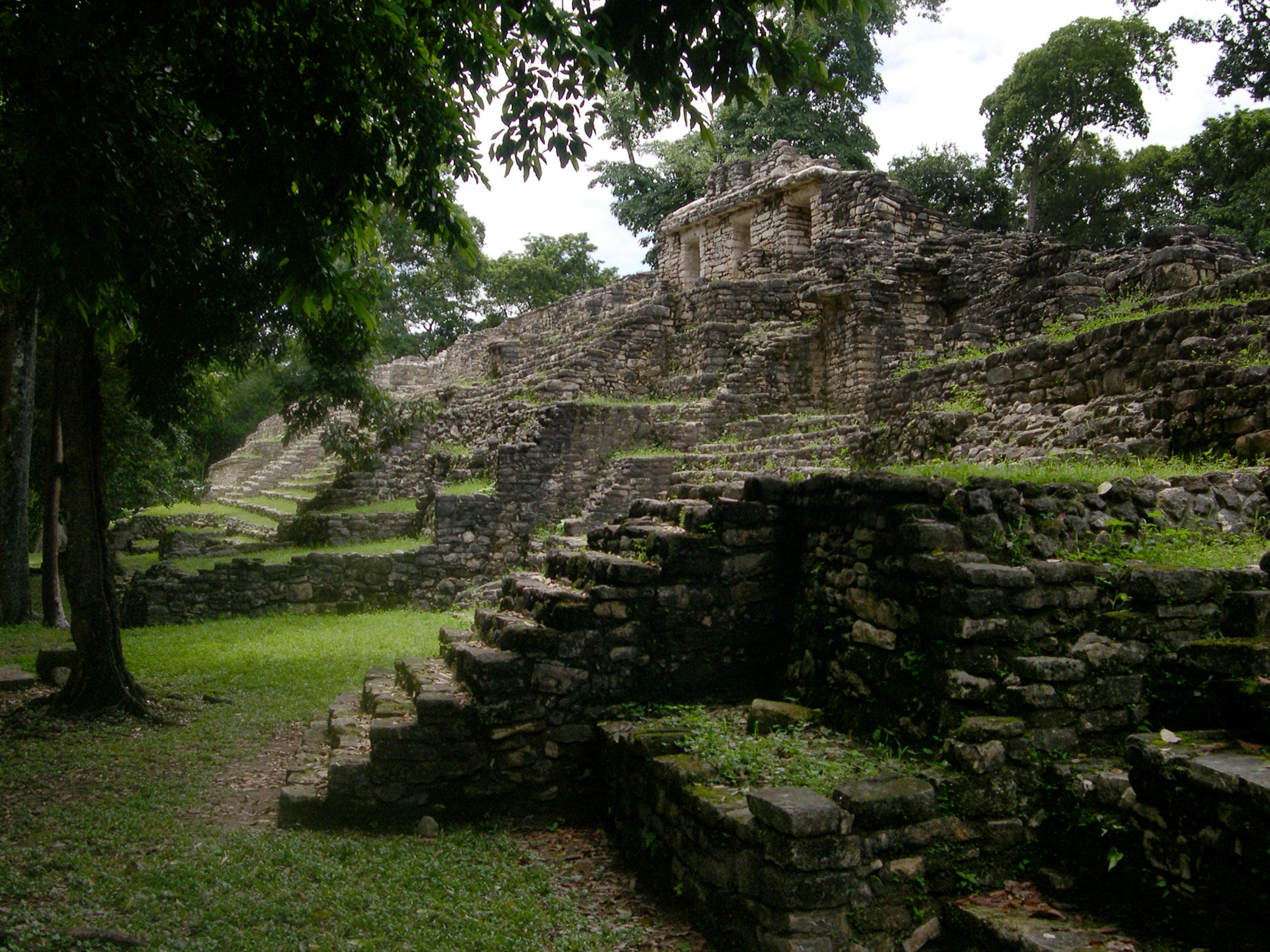
약스칠란의 상층 피라미드 중 하나

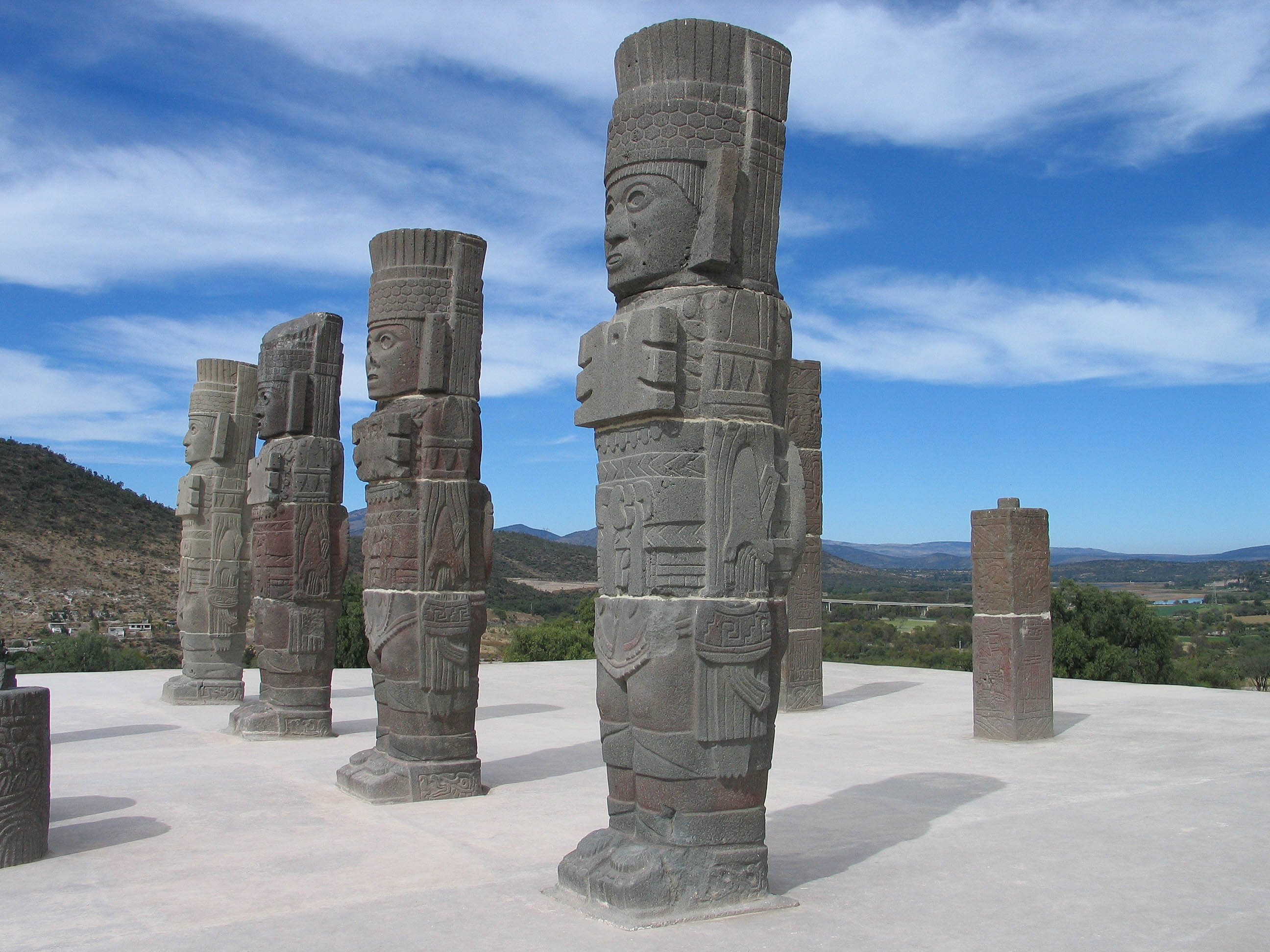
멕시코 이달고주 툴라의 전사상

메소아메리카는 멕시코 중부에서 코스타리카의 북서쪽 국경까지 펼쳐진 지역이며, 크리스토퍼 콜럼버스의 신대륙 ‘발견’ 이전 약 3,000년 동안 계층화되어 문화적으로 관련이 있는 농경 문명을 일으키게 되었다. 메소아메리카라는 말은 대체로 콜럼버스 이전 시대의 어떤 문화권을 가리키는 데 사용된다. 또한 3,000년 이상 아메리카에서 같은 종교관, 예술, 건축과 기술을 공유하는 일련의 고대 문화가 번성했던 지역을 가리키는데 사용되기도 한다.
기원전 1800년에서 300년에 걸쳐 메소아메리카에서 복합적인 문화가 형성되기 시작했다. 선진적인 콜럼버스 이전 시대의 문명으로 승화된 것으로는 올메카, 테오티우아칸, 마야, 사포텍, 믹스텍, 와스텍, 푸레페차, 톨텍과 멕시카(아즈텍)가 유럽인들과 처음 접촉하게 된 4,000년 전에 번성하고 있었다.
이들 인디오 문명은 많은 발명을 했다고 한다. 예를 들어, 피라미드 신전 건립, 수학, 천문학, 의술, 책, 고도로 정확한 역법, 미술, 집약농업, 토목공학, 주판형 계산기, 복잡한 신학와 바퀴가 있었다. 그러나 차를 끄는 가축이 없었기 때문에 바퀴는 장난감으로만 사용되고 있었다. 그들은 그 땅에서 생산되는 구리, 은과 금을 사용하여 금속 가공을 하고 있었다. 고대 멕시코 북부(특히 누에보레온 주) 전체의 바위와 절벽에 새겨진 것은 멕시코 산법의 원형을 보여주고 있다. 이 산법은 0을 포함한 20진법에 의한 세계에서도 가장 복잡한 것이었다. 이러한 초기와 고대의 산법은 천문 사상과 관련이 있고 유럽인 도착 이전에 멕시코 인디언에게 천문의 움직임이 미친 영향을 뒷받침하는 것이다. 실제로, 멕시코를 본거지로 하는 이후 문명의 대부분은 특별한 천문 현상에 따라 그 도시와 제사의 중심이 되는 시설을 정성스럽게 건설하고 있었다.
테오티우아칸, 테노치틀란과 초룰라 같은 중간아메리카의 거대 도시는 세계에서 가장 규모가 큰 것이었다. 이 도시는 상업, 개념, 의식 및 종교의 중심으로 성장했고, 멕시코 중부 인접한 문화에 영향을 미쳤다. 많은 도시 국가, 지역과 제국이 서로 권력과 명성을 다투는 가운데, 메소아메리카에는 5개의 두드러진 문명이 태어났다. 즉 올메카, 테오티우아칸, 톨텍, 멕시카와 마야였다. 이 문명은 정치적으로 분열된 마야를 제외하고, 멕시코 내부 뿐만 아니라 외부에까지 세력을 확장했다. 그들은 권력을 굳혀 무역, 예술, 정치, 기술 및 종교 분야에서 영향력을 다른 지역에 미쳤다. 기타 지역적인 권력자가 4,000년 이상이 4개의 문명과 경제와 정치 동맹을 만들었다. 서로 빈번히 싸우기도 했었지만, 대부분은 이러한 문명의 영향력 안에 갇혀 있었다.

### 올멕 문명
가장 초기의 것으로 알려진 문명은 올메카(또는 올멕)이다. 이 문명은 멕시코에서 그 뒤를 이은 문명 모두를 잇는 문화의 청사진을 만들었다. 올메카 문명은 기원전 2300년경 대량으로 토기를 만드는 것부터 시작되었다. 기원전 1800년부터 이 1500년 동안 권력을 지도자에게 집중시켰고, 베라크루스 남동부 해안 근처, 오늘 날의 산로렌조에 테노치티틀란이라고 불리는 땅에 그 수도를 건설했다. 그들의 영향력은 멕시코 전체는 물론이고, 중앙아메리카와 멕시코만에 이르렀다. 그들은 사람들의 사고를 새로운 통치법, 피라미드형 신전, 책, 천문학, 예술, 수학, 경제 및 종교의 방향으로 향하게 했다. 이들이 이룬 것은 동쪽으로는 마야 문명, 서쪽으로는 중앙멕시코 문명에 이르기까지 위대한 업적의 길을 개척하게 했다.

### 테오티우아칸 문명
올메카 문명의 쇠퇴로 멕시코는 권력의 공백 기간이 생겼다. 그 중에서 떠오른 것이 테오티우아칸이며, 기원전 300년경이었다. 테오티우아칸은 북아메리카에서 처음으로 진정한 대도시 국가를 수립했다. 멕시코에서 지금까지 볼 수 없었던 경제와 정치 질서를 수립했다. 그 영향력은 멕시코에서 중앙아메리카와 티칼, 코판 및 카미날후유와 같은 마야 도시에 새로운 왕조가 번영했다. 테오티우아칸이 마야 문명에 끼친 영향은 잘 알려져 있지는 않지만, 그들의 정치권력, 예술 표현과 경제를 변화시켰다는 것은 말할 수 있다. 테오티우아칸의 도시에는 다양하고, 세계 각국에서 다양한 지역 출신의 사람들이 있었다. 외부 지역에서 온 사람들 중 대표적이었던 것은 오아하카 지역의 인디언 민족, 자포텍족이었다. 그들은 공동 주택에 살면서, 그곳에서 장사를 했고, 도시의 경제와 문화의 힘을 불어넣는데 공헌했다. 서기 500년 경 테오티우아칸은 세계 최대의 도시가 되었다. 그 경제력으로 멕시코 북부 지역의 발전을 이끌었다. 그 거대한 건축물이 멕시코 문명의 역사적 새 시대를 반영하고 있던 도시였으며, 650년 경에는 정치 권력이 쇠퇴했지만, 서기 950년 무렵까지 문화적인 영향력을 유지했다.

### 마야 문명

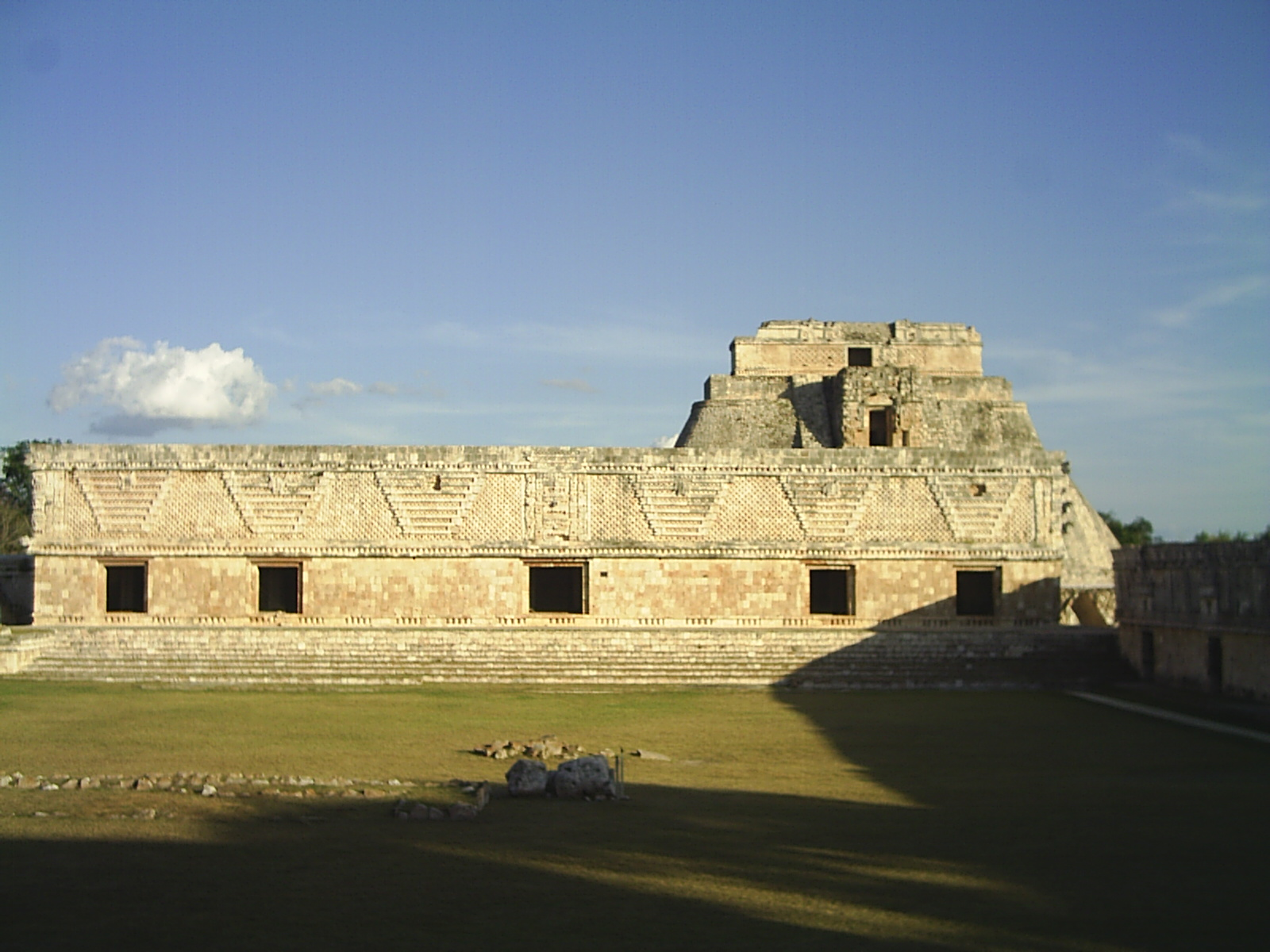
욱스멀의 마야건축물

마야 문명이 영향력을 가진 시기는 테오티우아칸 문명이 힘을 발휘했던 시기와 거의 동시대에 해당한다. 서기 250년에서 650년은 마야 문명이 가장 번성했던 시대였다. 마야의 많은 도시 국가는 멕시코 중앙 고원의 문명이 낳았던 것 같은 정치적 통합은 없었지만, 멕시코와 중앙아메리카에 엄청난 지적 영향력을 발휘했다. 마야는 이 대륙에서 가장 공들인 도시를 건설하며 수학, 천문학과 역학에 혁신을 일으켰다. 마야 문명은 아메리카에서 유일하게 진정한 문자 체계도 남겼다. 이것은 비석과 제단과 건물의 일부 토기, 처마 등의 건축 자재나 약해서 깨지기 쉬운 껍질 종이로 만든 책에 그림 문서라는 형태로 그림 문자나 표음 문자를 남긴 것이었다.

### 아즈텍, 멕시카 문명
톨텍 문명의 쇠퇴와 함께, 멕시코 분지에 정치적 붕괴가 일어났다. 이 새로운 정치 상황 속에서 톨텍의 권위에 대항하는 세력으로 대두해 온 것이 지금까지 외부인으로 여겨졌던 멕시카족이었다. 그들은 사막 민족이며, 전설의 땅 아스틀란 출신의 전승을 공통적으로 가진 7개의 부족 중 하나로 ‘아스틀란에서 온 것’이라는 의미의 ‘아즈텍’을 자칭하는 부족이었지만, 오랜 세월에 걸친 이주의 반복 후에 그 호칭을 바꾸었었다. 그들은 멕시코 분지 출신이 아니었기 때문에, 처음에는 사람들 속에서 거친 기질을 가지고 있었고, 다소 경멸적으로 보여지고 있었다. 그들은 교묘한 외교 수완과 잔인한 전투 방법에 의해 올라섰고 ‘삼국 동맹’(다른 아즈텍 도시 텍스코코와 틀라코판을 포함하여)의 맹주로서 멕시코의 통치자가 될 수 있었다.
멕시카족은 멕시코 중앙 고원에 꽤나 이후에 등장하였지만, 그래도 그에 앞선 문명의 계승자라고 생각했다. 그들에게 있어서 예술, 조각, 건축, 판화, 깃털 모자이크 화와 역법은 툴라의 이전 거주자였던 톨텍 것이었기 때문에 그들의 것이었다. 멕시카 아즈텍은 1400년경까지 멕시코 중부 대부분의 지배자가(야퀴스족, 코라족과 아파치족은 북부 사막 상당한 지역을 지배하고 있었지만) 되었으며, 1470년대까지 다른 지역 국가 대부분을 정복했다. 그 절정기에는 30만 명의 멕시카족이 약 1,000만명 (멕시코 인구 2,400만명의 거의 절반)로 구성된 부유한 재산을 조공하는 제국을 지배했다. 현재 멕시코라는 이름은 그들의 이름에서 비롯된 것이다.
그 수도 테노치티틀란은 현재 멕시코의 수도 멕시코시티의 위치에 있었다. 그 절정기에는 추정 인구 약 30만 명으로 세계에서 가장 큰 도시였다. 스페인 정복자가 도착하여 목격한 그곳에 세워진 시장은 지금까지 본 적도 없을 만큼 큰 것이었다.

## 남아메리카
기원 후 1,000년 경, 남아메리카의 광대한 열대 우림, 산악, 평원과 해안에는 1,000만 명이 살고 있었다. 그 동안 영구 정착지를 형성한 집단도 있었다. 그런 집단은 칩차(또는 무이스카 ), 발디비아와 타이로나가 있었다. 컬럼비아의 칩차, 에콰도르의 발디비아, 페루의 케추아 및 볼리비아의 아이마라가 남미에서 가장 중요한 4개의 정착형 인디언 집단이었다. 선콜럼버스기에 남미와 폴리네시아 사이의 남태평양에 걸쳐 접촉이 있었다는 학설은 몇 가지 증거를 바탕으로 뒷받침하고 있었지만, 확실한 것이라고 말할 정도는 아니었다.
호리병박(Lagenaria siceraria)과 고구마(Ipomoea batatas) 등 남아메리카 고유의 식물이 선콜럼버스기 오세아니아에 있었다는 설명으로 접촉을 통한 전파가 있었다는 주장이 있었다. 그러나 이러한 선콜롬버스기의 접촉과 이동에 대한 고고학적 증거는 없다. 2007년 《미국 국립 과학원 회보》에 게재된 논문에는 선콜럼버스기 후반까지 가금류가 폴리네시아를 통해서 남미에 유입된 것을 나타내는 DNA와 고고학적 증거를 보여 주었다. 이러한 연구 결과는 같은 잡지에 다음에 게재된 논문에서 비판을 받았고, 사용된 연대 추정에 의문을 제기 다른 mtDNA 분석을 통해 폴리네시아 유전학적 기원이 있다는 주장을 반박하고 있다. 이 기원과 연대의 문제는 해결되지 않는다. 고대 폴리네시아 인과 토종 미국인의 교류가 있었는지 여부는 차치하고, 그 접촉에 의한 인류의 유전자, 고고학, 문화적 또는 언어적 유산을 확인할 수 있는 방법은 존재하지 않는다.

### 카랄

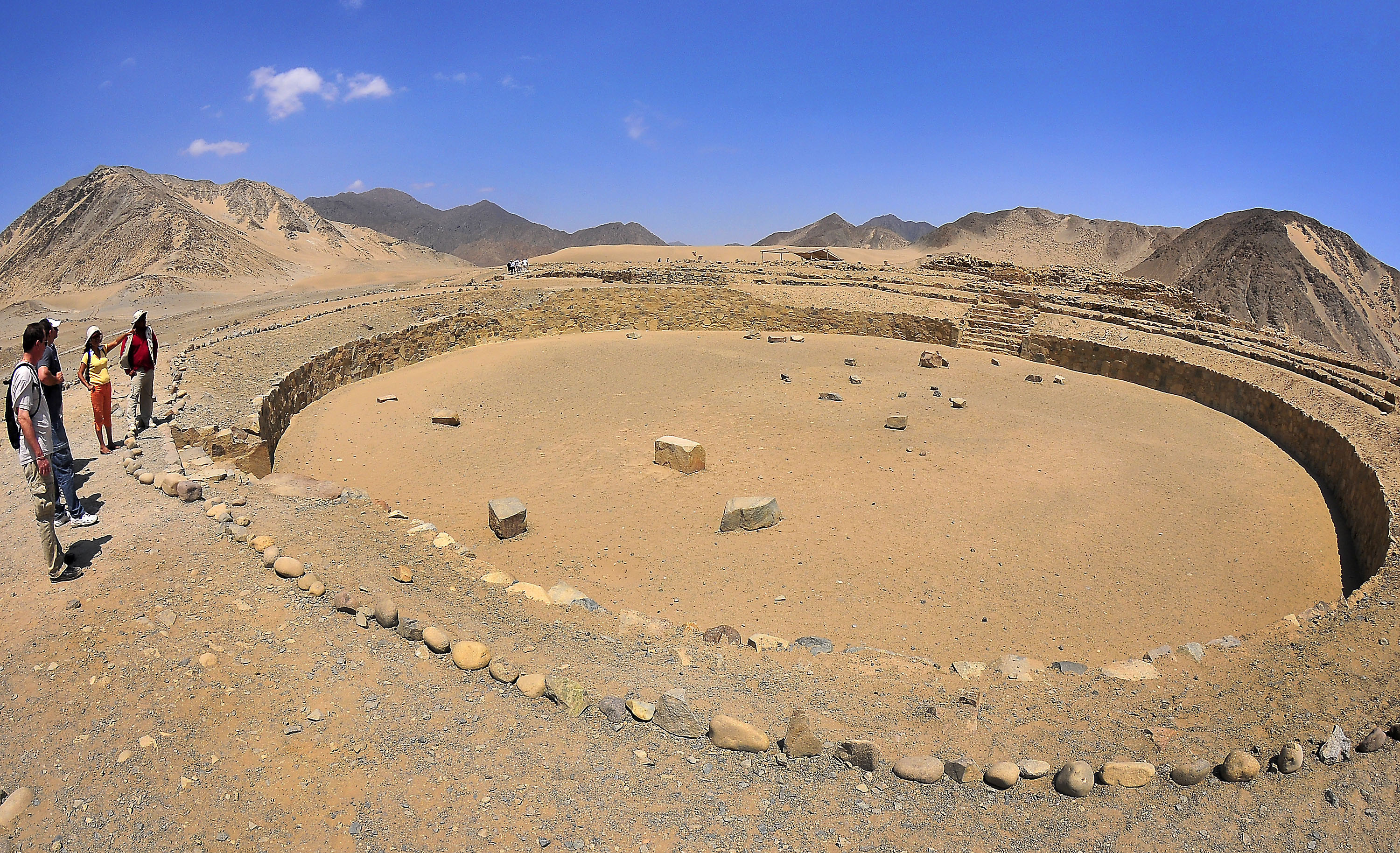
케랄의 고대 도시 유적

현재 페루 북부에서 중부 해안에서 기원전 3000년경(메소포타미아의 도시 발흥과 같은 시기)에 수페 계곡을 중심으로 한 노르테치코 문화라고 불리는 카랄 문화가 출현했다. 세계에서 독립적으로 문명이 발흥한 여섯 곳 중 한 곳에 해당한다고 생각할 수 있다. 도시로 간주될 수 있는 정도의 대규모 집주되었던 카랄은 수페 계곡에서 거룩한 도시로 여겨지며, 그 중에서도 규모가 가장 크고 연구 대상이 되고 있는 유적이다. 카랄을 포함한 수페 계곡의 문화는 현재 알려진 바로는 아메리카에서 가장 오래된 문명이며, 기원전 1800년경까지 계속되었다.

### 발디비아
발디비아 문화는 에콰도르 해안에만 존재했다. 그 존재는 최근의 고고학 조사에서 밝혀졌다. 이 문화는 아메리카에서 가장 오래된 것이며, 기원전 3500년부터 1800년까지 지속되었다. 발디비아 사람은 중앙 광장 주변에 원형이나 타원형 집을 짓고 집단 생활했다. 그들은 농업과 어업으로 생활하는 정착민이었지만, 때로는 사슴을 사냥했다. 발견된 유적에서는 옥수수, 강낭콩, 스쿼시(호박의 일종), 카사바, 고추와 면 등의 작물을 재배했다. 면은 의류를 만들기 위해 사용되었다. 발디비아의 토기는 초기에는 거칠고, 실용적이다가 그 외형이 좋고, 섬세하고 큰 것이 되어 갔다. 빨간색과 회색으로 도색되었다. 암적색 마연 토기는 발디비아의 특징이다. 그 토기나 석기 속에 가장 간단한 형태에서 복잡한 가공이 될 때까지의 발전을 볼 수 있다.

### 커네리
커네리는 오늘 날의 에콰도르의 카나르 주와 아주아이 주에 있었던 인디언 민족이다. 그들은 건축물과 복잡한 종교관을 가진 정교한 문명을 만들었지만, 잉카 제국이 이를 파괴하고, 태워 버렸다. 커네리의 오래된 도시는 잉카인들의 도시인 토미팜바에 이어, 식민지 도시 쿠엥카로 대체되었다. 이 도시는 콜롬비아 신화의 황금 도시 엘도라도였다고 믿어지고 있다.
커네리는 결국 푸팍 유판키에 의해 함락될 때까지, 오랜 잉카의 침략을 격렬하게 저항하여 격퇴한 것으로 알려져 있다. 그들의 많은 자손이 현재 카나르에 여전히 살고 있다. 그들 대부분은 식민지 사람과 혼혈하지 않아서 메스티소가 되지 않았다.

### 차빈
차빈은 남미의 문자가 없는 문명었다는 추측과 고고학적 발견에 따르면 기원전 900년까지 교역 네트워크를 만들고 농업을 발전시켰다. 현재 페루에서 해발 3,177m 땅의 차빈이라는 유적에서 유물이 발견되었다. 차빈 문명은 기원전 900년부터 300년까지 지속되었다.

### 칩차
칩차 어 사회는 에스파냐 인들이 오기 전까지 콜롬비아에서 가장 수가 많고 가장 넓은 영토를 가지고 있었으며, 또한 경제적으로 가장 발전한 사회였다. 기원 후 3세기경 안데스산맥 북부에 그 문명을 세웠다. 어느 시점에서 현재 파나마의 일부를 점령하고 또한 콜롬비아 동부 시에라 고원을 차지했다.
콜롬비아에서 그들이 점령한 지역은 현재 남북 산탄데르와 보야사 및 쿤디나마루사의 각 주이다. 여기에서 최초의 농장과 제조업이 발전했다. 또한 이곳은 독립 운동이 시작된 지역이었고, 현재에는 콜럼비아에서 가장 부유한 지역 중 하나이다. 칩차는 마야 제국과 잉카 제국 사이의 지역에서 가장 인구가 많은 지역으로 발전했다. 페루의 케추아와 볼리비아의 아이마라에서 인접해서, 콜롬비아의 동부와 북부 고원에 있던 칩차는 남아메리카의 정착형 인디오의 가장 주목할 만한 문화를 발전시켰다.
동부 안데스에서, 칩차인들은 동일한 칩차어를 구사하는 여러 부족으로 구성되어 있었다. 여기에는 무이스카, 관, 라체, 코판과 치타레로 각 부족이 있었다.

### 모체
모체는 약 1,500년에서 2,000년 전 페루의 북쪽 해안에 번성했다. 모체 문화유산은 좋은 부장품과 함께 매장한 유구를 볼 수 있다. 최근 미국 지리학회와 공동으로 캘리포니아 대학교 로스앤젤레스 캠퍼스의 크리스토퍼 B. 도난이 발굴했다.
모체는 뛰어난 장인으로 기술적으로 앞선 사람들이었다. 모체에 대한 것은 그 토기의 연구에서 얻어왔다. 거기에 그려지거나 새겨져있는 것으로부터 그들의 일상생활을 엿보기 좋아했다. 페루 리마에 있는 라르코 박물관은 그러한 토기를 다량으로 수집하고 있다. 그것들에서 인신공양의 흔적과 피를 마시는 의식이 있었다는 것, 그리고 그 종교는 구강성교와 같은 생식을 수반하지 않는 성교를 하고 있었던 흔적이 있다.

### 잉카 제국
잉카 문명은 큰 퓨마의 모양의 쿠스코를 수도로, 1438년부터 1533년까지 안데스 지역을 지배했다. 잉카 문명은 케추아 어로 ‘타완틴수유’(Tawantinsuyu) 즉 ‘네 지역의 땅’으로 알려져 있으며, 케추아에서 잉카문명은 고도로 두드러지고, 발전되었다. 잉카의 지배는 100여 어족과 소수 민족 사회에까지 확대되었었으며, 25,000 km의 도로 체계로 연결되어 인구는 900만 명에서 1,400만 명이나 되었다. 도시는 산악의 다양한 고도에 맞추어 정밀하게 건설되었다. 테라스형 농업은 유용한 농업 형태였다. 뛰어난 금속 가공 기술이 있었고, 뇌 수술조차 행해진 증거도 있다.

### 칸베바
칸베바는 오마구아, 우마나 또는 캄베바라고도 불렸으며, 브라질 아마존강 유역에 살던 브라질 원주민이었다. 칸베바는 선콜럼버스기 초반에 인구가 많은 조직화된 사회를 이루고 있었지만, 선콜럼버스기 후반에 급격하게 인구가 감소했다. 스페인 탐험가 프란시스코 드 오렐라냐가 16세기에 아마존 강을 종주하면서 강가 수백 km에 인구 밀도가 높은 지역에 대해 보도했다. 이 지역은 바위가 거의 없어서 건축 자재로 토지의 목재를 사용하고 있었기 때문에 현재는 유물이 남아 있지 않다.
오렐라냐는 아마존 인디오들 사이의 발전 정도를 과대보고 했을 가능성이 있으며, 그 반유목민의 후손은 인디오 사회 내부에서 세습 토지가 없는 귀족이라는 기이한 특징을 가지고 있다. 고고학적 증거는 반 재배된 과수원과 흑토(terra preta)로 비옥한 넓은 토지의 지속적인 존재를 밝혔다. 이러한 발견은 모두 같은 고고학적 시대의 도자기와 함께 이 지역에 크고, 조직화된 문명이 있었다는 것을 시사하고 있다.

## 농업 발전
아메리카 인디언은 농업을 발전시켜 옥수수를 길이 2~ 5cm의 것으로부터 오늘 날 보는 크기의 것까지 성장시켰다. 감자, 토마토, 토마티요, 호박, 고추, 스쿼시, 강낭콩, 파인애플, 고구마, 곡물인 퀴노아와 아마란스, 초콜릿, 바닐라, 땅콩, 딸기, 라즈베리, 블루베리, 블랙베리, 파파야와 아보카도가 인디언에 의해 재배된 작물이다. 세계에서 재배되는 이런 종류의 식료품의 3분의 2 이상이 남미 원산이다.
인디언들은 다양한 방법으로 불을 사용하기 시작했다. 그들은 숲의 하층 부분을 깨끗하게 하기 위해 자연 발화 효과를 모방하여 산불을 놓았으며, 이것을 통해 이동을 쉽게 하고, 중요한 음식과 약용으로 사용되는 식물과 베리류 식물의 성장을 촉진시키려 하였다. 이것으로 북아메리카에 선콜럼버스기 사바나를 만든 것이다.
세계의 다른 지역 (아시아, 아프리카, 유럽)만큼 널리 퍼져 있지는 않지만, 아메리카 인디언도 가축을 기르고 있었다. 북미에서 개는 운반용으로 활용되었다. 머스코비 오리와 칠면조도 길렀다. 안데스 사회에서는 수하물 운반 등과 함께 육류나 털을 얻기 위해 라마와 알파카를 키웠다. 안데스 산맥에서는 식용으로 기니피그가 길러졌다. 멕시코, 중앙아메리카 및 남아메리카 북부에서는 이구아나도 식용으로 이용되었다.
15세기 멕시코에서 옥수수가 전파되어, 미시시피강 유역과 북아메리카 동해안, 북쪽은 캐나다 남부에서 재배되게 되었다. 감자는 잉카 제국의 가장 주요한 작물이었으며, 카카오는 올멕 문명에서 활용되기 시작해 마야와 아즈텍문명에서 음료로 만들어졌다.

## 같이 보기
- 아메리카 토착민